# 校對

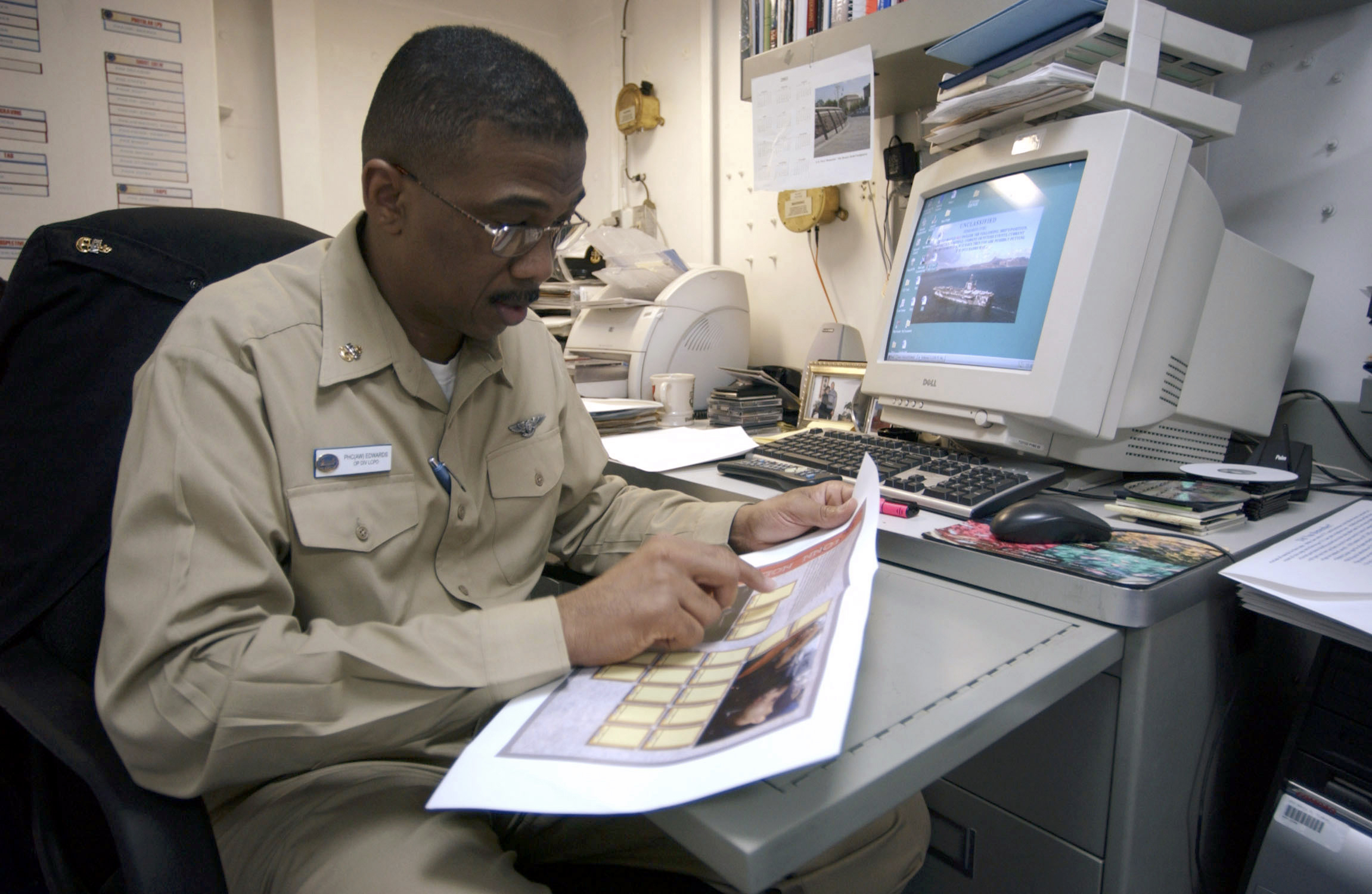
美國海軍校對員

校對，是出版流程中的一个阶段，目的在于比对校样与原始手稿或图稿，以识别排版过程中的转录错误 。过去，校对人员会在页边标示出修正或校对符号。现代出版多以电子格式提供资料，传统排版已不再使用，因此通常不再出现这类转录问题。
校對也可指從事此工序的專業人員，即校對員（Proofreader）的中文簡稱。《南宋馆阁录》載“卷三《储藏》门记载：“诸字有误者，以雌黄涂讫，别书。或多字，以雌黄圈之；少者，于字旁添入；或字侧不容注者，即用朱圈，仍于本行上下空纸上标写。倒置，于两字间书乙字。诸点语断处，以侧为正；其有人名、地点、物名等合细分者，即于中间细点。”

## 方法与流程概要

### 传统方法
「校样」指的是排版后的文本版本。由于排版过程中的人为疏失，校样中可能出现排版错误。传统上，校对人员会将原稿中的一部分文字对照相应的排版内容，使用标准校对符号标记任何错误（有时称为「行编辑」）。与审稿不同，校对的主要流程是同时处理两组资料。校样会返回排版人员进行修正。校样更正周期中通常会使用一个描述性术语，如「退回」、「置顶」或「修订」，用以保持清晰，且在部门或机构内具有唯一性。常见的做法是将所有修正内容，不论大小，均再次送交校对人员检查并签署，确立校对人员对排版人员或美编人员具有更高的责任。

### 替代方法
「逐字对读」或「对照校对」需两位校对人员同时参与。一人快速读出文字，另一人跟随检查并标记任何读出与排版不同之处。此方法适用于大批量、样板文本，因为预期出错的机率较小。
经验丰富的校对人员会在读稿过程中使用各种代码和口头简略语。例如，「数字」代表接下来读出的内容是数字而非文字拼写，「括号内」表示即将读出的文字包含在括号内。惊叹号读作「叹号」，用手指敲击桌面以代表首字放大、逗号、句号或其他显著特征。例如，句子「他说地址是中央大道1234号，要快点！」会被读作「括号内［敲击］他说地址是中央［敲击］大道［敲击］数字 1 2 3 4［敲击］号 逗号 要快点 叹号」。相互理解是唯一指导原则，代码可灵活变通。对于熟悉文本的校对人员来说，读「中央大道」后敲击两次可能也被接受。
「双重校对」指一位校对人员按照传统方式检查校样后，再由另一位重覆检查，并在校样上共同签名。在逐字对读与双重校对中，责任由两位校对人员共同承担。
「扫描校对」指不逐字检查，而是快速检视校样，这在排版电脑化和文字处理器普及后已变得常见。许多出版社使用自有排版系统，而客户则使用Word等商业软件。为出版需求，Word文件需转换为出版商所用格式，最终产品称为「转换档」。若客户在提交文件前已校对过内容，通常无需再次逐字校对（除非另行申请此服务并支付费用）。出版社仅需负责格式错误（如字体、页宽、表格对齐）和制作错误（如意外删除文字）。为简化流程，特定转换档通常分配特定模板。

### 检查清单
校对人员负责出版前的最后关卡，默认要求其具有高度准确性。若产品具一致性，校对室内常使用检查清单，可作为新进人员的培训工具。然而，检查清单并不全面，校对人员仍需找出未列出的所有错误，故其用途有限。

## 外部連結
- 南史（免費的基於Java的自動校勘軟體） （页面存档备份，存于）